# Линкольн, Бенджамин
Бенджамин Линкольн (англ. Benjamin Lincoln; 24 января 1733 — 9 мая 1810) — американский офицер армии. Он служил генерал-майором в Континентальной армии во время Войны за независимость США.

## Ранние годы
В детстве, Линкольн работал на семейной ферме и посещал местную школу.
В возрасте 21-го года он поступает на службу в качестве городского констебля, а в 1755 году он становится членом ополчения графства.
В 1756 году, в возрасте 23 лет, Линкольн женился на Мэри Кушинг. У них было одиннадцать детей, из которых семь достигли взрослого возраста.
В 1757 году он был избран на должность городского клерка Хайема, которую потом занимал в течение двадцати лет.
В 1772 году, Линкольн был назначен подполковником 3-го полка милиции Саффолк. В том же году он выиграл выборы как представитель города на провинциальной Ассамблеи.

## Президентские выборы
В 1789 принял участие в первых президентских выборах. Ему удалось получить голос только одного выборщика. Правда, он шёл лишь в зачёт как голос отданный за вице-президента.